# Leptolepis
Leptolepis es un género extinto de peces actinopterigios prehistóricos. Fue descrito por Agassiz en 1832.
Vivió en Australia, Bélgica, Croacia, España, Estados Unidos, Francia, Alemania, Italia, Japón, Luxemburgo, Noruega y Reino Unido.

## Especies
- Leptolepis autissiodorensis Sauvage, 1892
- Leptolepis coryphaenoides (Bronn, 1830)
- Leptolepis jaegeri Agassiz, 1832
- Leptolepis nathorsti Woodward, 1900
- Leptolepis normandica Nybelin, 1962
- Leptolepis saltviciensis Simpson, 1855
- Leptolepis woodwardi Nybelin, 1974

## Apariencia
La longitud de Leptolepis era de aproximadamente 8,5 centímetros (3,3 pulgadas) de largo, y superficialmente se parecía al arenque moderno. Mientras que los teleósteos más basales, como Pholidophorus, tenían esqueletos compuestos de una mezcla de hueso y cartílago, Leptolepis se parecía a los teleósteos modernos al poseer un esqueleto completamente de hueso. Otro desarrollo en Leptolepis fueron sus escamas cicloides, que carecían de la cubierta de ganoína presente en los teleósteos más basales. Estos dos desarrollos facilitaron su movimiento, ya que la columna ósea era más resistente a la presión causada por los movimientos en S realizados al nadar.